# 4964 Kourovka
4964 Kourovka (1979 OD15) là một tiểu hành tinh vành đai chính được phát hiện ngày 21 tháng 7 năm 1979 bởi N. S. Chernykh ở Nauchnyj.